# Insoweit erfahrene Fachkraft (Kinderschutz)
Insoweit erfahrene Fachkraft ist in Deutschland die gesetzlich gem. 4 nr. 2 und abs. 5 sgb_8/__8a.html § 8a, 1 sgb_8/__8b.html § 8b sowie § 4 Abs. 2 KKG SGB VIII festgelegte Bezeichnung für die beratend hinzuzuziehende Fachkraft zur Einschätzung des Gefährdungsrisikos bei einer vermuteten Kindeswohlgefährdung. Inoffizielle Bezeichnungen sind Kinderschutzfachkraft, IeF, Isef, InsoFa oder Isofak. Diese muss laut § 8a Absatz 4 Nummer 2 „Schutzauftrag bei Kindeswohlgefährdung“ im SGB VIII durch Träger der Jugendhilfe sowie gemäß § 8a Abs. 5 SGB VIII durch Tagespflegepersonen bei der Gefährdungseinschätzung für ein Kind immer beratend hinzugezogen werden. Die insoweit erfahrene Fachkraft zeichnet sich u. a. durch eine kinderschutzspezifische Zusatzausbildung aus und darf nicht mit den „(mehreren) Fachkräften“ in § 8a Absatz 1 Satz 1 verwechselt werden. Des Weiteren ist die Bezeichnung gesetzlich fundiert im § 4 Absatz 2 KKG (Gesetz zur Kooperation und Information im Kinderschutz) als Beratungsangebot für die dort genannten Berufsgeheimnisträger.

## Geschichte
Am 1. Oktober 2005 wurde der § 8a ins SGB VIII eingefügt; Zuträger war das Kinder- und Jugendhilfeweiterentwicklungsgesetz (KICK), ein Artikelgesetz. Der neue Paragraph soll klarstellen, dass das Jugendamt auf eine elterliche Mitwirkung bei der Risikoabschätzung über dieses Informationsbeschaffungsrecht im Konfliktfall drängen kann, so die damalige Gesetzesbegründung. Gleichzeitig wurde der § 43 (Herausnahme) gestrichen. In Folge wurde Herausnahme definiert als Inobhutnahme gem. § 42 SGB VIII nach Vor-Regelungen des § 8a gegen den Willen der Sorgeberechtigten, aber auch auf Wunsch eines Kindes oder Jugendlichen und ohne Zustimmung der Personensorge berechtigten ggf. per Entscheidung des Familiengerichts.
Es folgte ein zusätzliches Bundeskinderschutzgesetz, ein Artikelgesetz vom 1. Januar 2012, das u. a. den § 8a erweiterte und die §§ 8b sowie 79a neu einfügte. Es greift die Erfahrungen aus der Arbeit von den Runden Tischen 'Heimkinder' und 'Sexueller Missbrauch' auf und basiert auf Erkenntnissen des Aktionsprogramms „Frühe Hilfen“. Ebenfalls neu wurde das Gesetz zur Kooperation und Information im Kinderschutz (KKG) verabschiedet, ein kleines, eigenständiges Gesetz, das Kinderschutznetzwerke vorsieht, Frühe Hilfen verlangt und für Personen wie Ärzte, Hebammen, Psychologen, Lehrer und alle Sozialarbeitern (namentlich in Suchtfragen und in der Schwangerschaftskonfliktberatung) den Rechtsanspruch auf Beratung durch insoweit erfahrene Fachkräfte fixiert.
Die neu aufgenommene Position § 79a soll die Qualitätsentwicklung auch für Gefährdungseinschätzungen nach § 8a gewährleisten.

## Vorgehen
Die insoweit erfahrene Fachkraft hilft der zuständigen Fachkraft, z. B. einer Kindertagesstätten-Erzieherin, als nicht in den Fall involvierte Instanz das individuelle Risiko für ein Kind einzuschätzen, damit es keine Gefährdung seines Wohls erleiden muss. Sie unterstützt, berät und begleitet – ggf. auch in der Folgezeit noch – dabei, gemeinsam ein qualifiziertes Hilfs- und Schutzkonzept für das betreffende Kind zu erstellen. Dadurch sollen Fehlentscheidungen zum Nachteil von Kind und Familie verhindert werden. Die insoweit erfahrene Fachkraft nimmt keinen Kontakt zu den Eltern oder Erziehungsberechtigten auf (andernfalls würde die Vorgabe der pseudonymisierten Beratung verletzt werden), ist aber beteiligt bei der Prüfung der Problemakzeptanz bzw. der Mitwirkungsbereitschaft von Sorgeberechtigten. Werden in der gemeinsamen Beratung gewichtige Anhaltspunkte auf eine Kindeswohlgefährdung i. S. d. § 8a SGB VIII gesehen, muss die zuständige Basis-Fachkraft dem örtlich zuständigen Jugendamt die Gefährdungseinschätzung (beispielsweise mittels der von vielen Bundesländern bereitgestellten Kinderschutz-Meldebögen) ausfüllen zeitnah übermitteln. Berufsgeheimnisträger i.S.d § 4 KKG und freie Jugendhilfeträger müssen in der Regel die Sorgeberechtigten über die Weitergabe der Mitteilung an das Jugendamt informieren, außer wenn das Wohl des Kindes hierdurch zusätzlich gefährdet werden könnte. Zudem müssen sie selbst tätig werden, um die Gefährdung abzuwenden oder abzustellen und dürfen dem Jugendamt erst dann die Gefährdungsmitteilung übermitteln, wenn dies nicht möglich ist. 
Ist z. B. an einem Wochenende oder Feiertag „Gefahr im Verzug“, ist gemäß § 8a Abs. 2 i. V. m. § 42 Abs. 6 SGB VIII die Polizei im Rahmen von Amtshilfe einbeziehen. Der öffentliche Träger der Jugendhilfe (in der Regel das Jugendamt) muss zudem zu jedem Zeitpunkt einen Bereitschaftsdienst vorhalten, der Gefährdungsmitteilungen entgegennimmt und unverzüglich bearbeitet.

## Voraussetzungen für die Zusatzausbildung
Um in die etwa 80–160 Stunden dauernde Fortbildung zur IeF zu gelangen, muss der Bewerber qualifiziert sein und einen der folgenden Grundberufe besitzen:
- pädagogische oder psychologische Ausbildung (Dipl.-Pädagogik, Dipl.-Sozialpädagogik, Dipl.-Sozialarbeit, Dipl.-Heilpädagogik, Dipl.-Psychologie) oder Ausbildung zur Erzieherin mit einschlägigen Zusatzausbildungen; auch eine andere Jugendhilfefachkraft in Leitungsfunktion mit qualifiziertem Berufsabschluss käme in Frage
- mehrjährige Praxiserfahrung und Erfahrungen mit Praxisfällen im Kinderschutz
- Zusatzqualifikation im Bereich der Wahrnehmung, Beurteilung und des Handelns im Kinderschutz sowie
- ausgewiesene Handlungskompetenz im Sinn eines in der Praxis anerkannten Aufgabenprofils